# Bell Boeing V-22 Osprey
Bell Boeing V-22 Osprey (с англ. osprey — скопа) — американский военный конвертоплан, способный отрываться от земли и взлетать как в режиме вертикального взлета и посадки, так и укороченного взлёта и посадки. По задумке создателей, V-22 должен исполнять те же функции, что и традиционные вертолёты, но обладать большими, чем у вертолётов, дальностью и скоростью полета, характерными для турбовинтовых самолётов с неподвижным крылом. 
Конвертоплан был создан в рамках программы JVX — «экспериментальный самолет вертикального взлета и посадки», официально запущенной в 1981 году. Провал операции «Орлиный коготь» в Иране в 1980 году показал американским военным, что могут существовать задачи, с которыми не справляются ни вертолёты, ни самолёты. V-22 был разработан совместно вертолётостроительными компаниями Bell Helicopter и Boeing Helicopters; эти компании производят новые конвертопланы совместно. Из-за чрезвычайной сложности конструкции конвертоплан находился в разработке около тридцати лет: первый полёт опытный образец V-22 совершил в 1989 году, но на вооружение был поставлен лишь в 2007 году после множества изменений и доработок.
V-22 стоят на вооружении США и Японии. Корпус морской пехоты США начал готовить лётные экипажи для V-22 уже с 2000 года; конвертопланы сначала дополняли, а потом и полностью заменили используемые Корпусом транспортные вертолёты Boeing Vertol CH-46 Sea Knight. Подавляющее большинство находящихся в строю V-22 эксплуатируется именно Корпусом морской пехоты. ВВС и ВМС США также используют модификацию V-22B соответственно с 2009 и 2021 годов. На 2024 год было выпущено свыше 400 конвертопланов.

## История создания

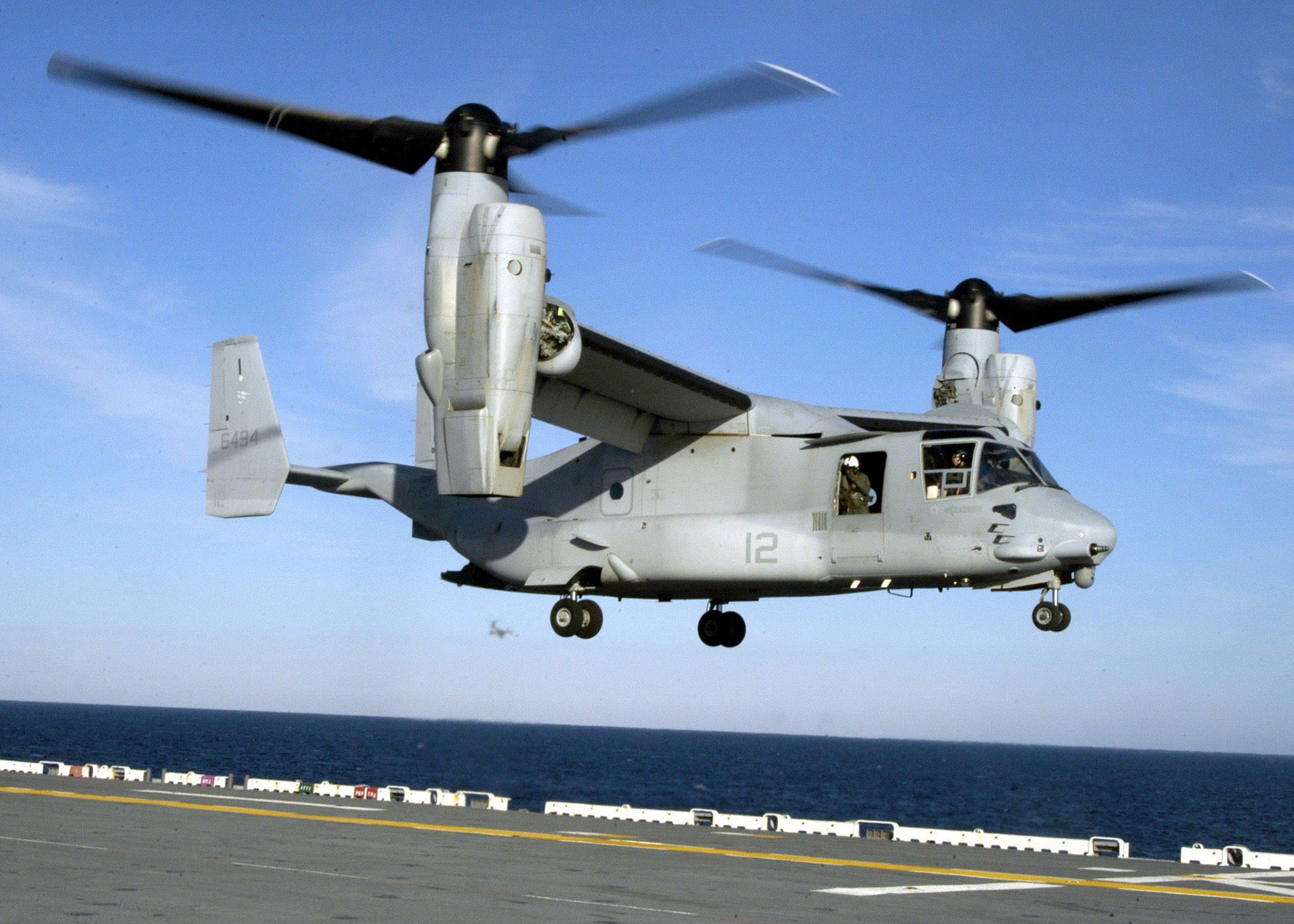

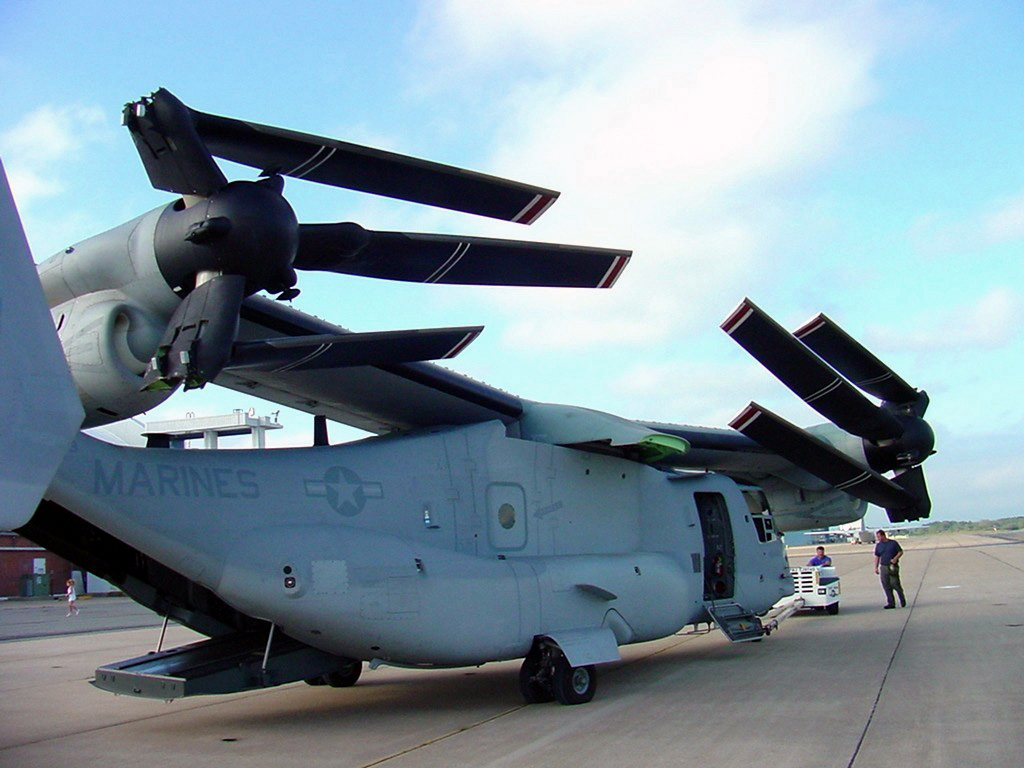
MV-22 Osprey в сложенном состоянии

Лётные испытания новой машины начались 19 марта 1989 года. Уже в сентябре «Оспри» с успехом продемонстрировал превращения из вертолёта в самолёт во время полёта.
Однако в 1990 году финансирование программы было практически прекращено. Было принято решение оснастить этими машинами только Корпус морской пехоты США, но и здесь первоначальный заказ в середине 1992 года сократили до 300 машин.
ВМС заключили контракт[когда?] на приобретение четырёх V-22 и модернизацию двух уже существующих прототипов, которые предполагалось сделать более лёгкими и дешёвыми. Цена одного аппарата, составляющая 71 млн долл., в дальнейшем должна, как надеялись производители, снизиться до 58 млн.
В 2008 году Пентагон заключил контракт на поставку 167 конвертопланов V-22 Osprey на общую сумму 10,4 млрд долларов.
Экспорт
В 2012 г. сообщалось о готовности Министерства обороны США рассмотреть поставку конвертопланов на вооружение иностранных армий, с отдачей предпочтения ВВС Израиля, ВВС Канады и ВС Объединённых Арабских Эмиратов.
В апреле 2013 сообщалось о намерении Пентагона включить поставку конвертопланов V-22 Osprey в находящуюся на конечных стадиях обсуждения сделку (в общем объёме 10 млрд долларов) по поставке вооружений в Израиль, ОАЭ и Саудовскую Аравию.

## Конструкция

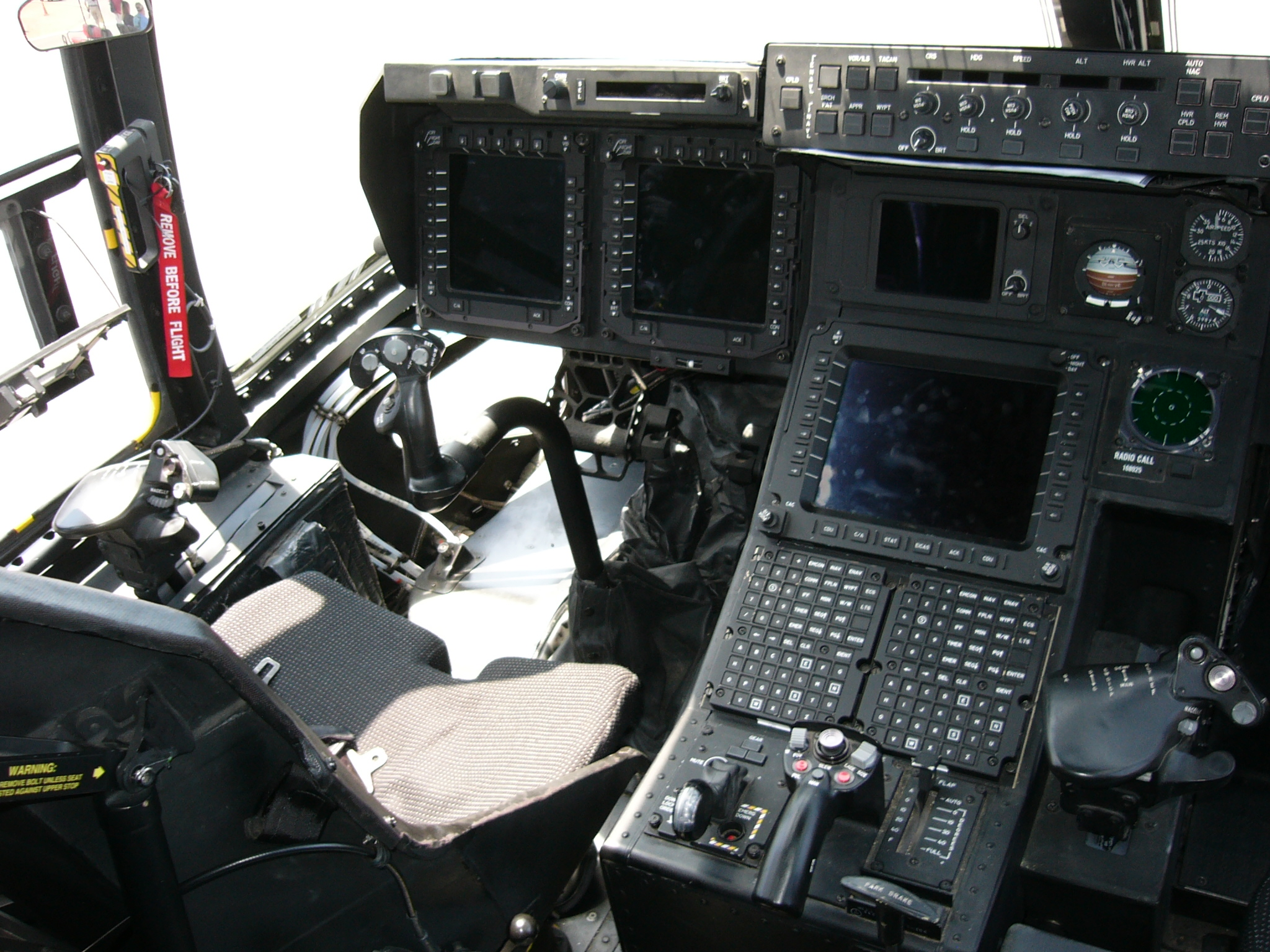
Кабина экипажа MV-22 Osprey. Обращает внимание необычная форма органов (рукояток) управления ЛА.

Высокоплан оснащён двумя двигателями Rolls-Royce T406, расположенными на концах крыла в гондолах, которые могут поворачиваться почти на 98 градусов.
Винты с тремя трапециевидными лопастями связаны между собой синхронизирующим валом, который проходит внутри крыла. Данный вал также обеспечивает возможность посадки летательного аппарата на одном двигателе.
Для уменьшения габаритов во время стоянки/хранения крыло поворачивается, винты складываются.
С целью уменьшения массы конструкции около 70 % (5700 кг) аппарата произведено из композитных материалов на основе угле- и стеклопластиков с эпоксидным связующим, что делает его на четверть легче металлического аналога.

## Варианты и модификации
Конвертоплан представлен следующими вариантами и их модификациями:
- CV-22 — базовый конвертоплан для КСО ВВС США (4 члена экипажа, 24 или 32 десантника):
  - CV-22A,
  - CV-22B,
  - CV-22C;
- MV-22 — конвертоплан для КМП США (3 члена экипажа, 24 или 32 десантника):
  - MV-22A,
  - MV-22B,
  - MV-22C;
- CMV-22 — конвертоплан транспортной авиации для ВМС США:
  - CMV-22A,
  - CMV-22B;
- HV-22 — поисково-спасательный конвертоплан для ВМС США:
  - HV-22A,
  - HV-22B;
- SV-22 — противолодочный конвертоплан для ВМС США
  - SV-22A,
  - SV-22B;
- EV-22 — авиационный комплекс радиообнаружения и наведения для Королевского военно-морского флота Великобритании.

## На вооружении
- Япония
  - Сухопутные силы самообороны Японии — 12 MV-22B по состоянию на 2024 год[8]

- США
  - Военно-морские силы США — 34 CMV-22B по состоянию на 2024 год[9]
  - Корпус морской пехоты США — 291 MV-22B и 24 MV-22B в Авиационном резерве морской пехоты, по состоянию на 2024 год[9]
  - Командование специальных операций ВВС США — 52 CV-22A, по состоянию на 2024 год[9]

## Применение
В апреле 2011 года шесть конвертопланов из состава 226-й эскадрильи средних конвертопланов 26-го экспедиционного отряда морской пехоты США перелетели с британской военной базы Кэмп-Бастион в Афганистане на универсальный десантный корабль «Кирсардж» в греческом заливе Суда. Расстояние полёта составило 4500 км. В полёте было совершено две дозаправки с самолётов-заправщиков KC-130J Super Hercules. Этот полёт стал первым трансконтинентальным перелётом для конвертопланов.
3 мая 2011 года на борту V-22 Osprey было перевезено тело убитого в ходе тайной спецоперации Усамы бен Ладена из авиабазы Баграм на борт авианосца «Карл Винсон», после чего оно было захоронено в море.
29 января 2017 года отряд бойцов NSWDG ВМС США высадился с V-22 Osprey в провинции Байда (Йемен). Целью операции было здание, в котором находились боевики Аль-Каиды. При посадке конвертоплан получил повреждения, которые привели к неисправности летательного аппарата. В ходе эвакуации отряда V-22 Osprey был уничтожен огнём американской авиации.

## Катастрофы и аварии
| Дата       | Бортовой номер                | Место                          | Жертвы | Краткое описание |
| ---------- | ----------------------------- | ------------------------------ | ------ | --- |
| 11.06.1991 | 163915                        | Уилмингтон, Делавэр            | 0/2    | Потерпел крушение на третьей минуте первого демонстрационного полёта в Аэропорту округа Нью-Касл. |
| 20.07.1992 | 163914                        | Округ Колумбия                 | 7/7    | Рухнул в реку Потомак во время показательного полёта перед конгрессменами. |
| 08.04.2000 | - 165436/MX-04 - 165433/MX-01 | Марана, Аризона                | 19/19  | Конвертоплан, приписанный к 1-й вертолётной эскадрилье КМП США, разбился при посадке в аэропорту Марана в Аризоне из-за отказа двигателя на высоте 75 метров. Погибло 19 человек. Также при взрыве был повреждён другой MV-22, который позже был списан.                                                                                 |
| 11.12.2000 | 165440/GX-08                  | Джэксонвилл, Северная Каролина | 4/4    | MV-22B, приписанный к 204-й учебной эскадрилье средних конвертопланов КМП США, упал в лес около Джэксонвилла из-за отказа гидравлики. |
| 27.03.2006 | 166389/GX-16                  | Джэксонвилл, Северная Каролина | 0/н.д. | MV-22B, приписанный к 204-й учебной эскадрилье средних конвертопланов КМП США, разрушился при запуске двигателя после плановой проверки. Списан в учебный макет. |
| 09.04.2010 | 06-0031                       | Калата, Афганистан             | 4/20   | CV-22B, приписанный к 8-й эскадрилье специальных операций ВВС США, потерпел крушение в 11 км от города Калат в провинции Забуль Афганистана, выполняя боевую задачу. Причиной падения послужила техническая неисправность. |
| 11.04.2012 | 165844                        | Агадир, Марокко                | 2/4    | MV-22B, приписанный к 261-й эскадрилье средних конвертопланов КМП США, потерпел крушение к юго-западу от города Агадир в провинции Тан-Тан Марокко. Катастрофа произошла после взлёта с десантного корабля «Иводзима», во время совместных военных учений США и Марокко «Африканский лев».                                               |
| 13.06.2012 | 06-0032                       | Авиабаза «Эглин», Флорида      | 0/5    | CV-22B, приписанный к 8-й эскадрилье специальных операций ВВС США, потерпел крушение на полигоне «Херлберт Филд» авиабазы «Эглин» во Флориде при выполнении тренировочного полёта. Пять членов экипажа получили ранения. |
| 21.06.2013 | 166735                        | У берегов США                  | 0/н.д. | MV-22B, приписанный к 365-й эскадрилье средних конвертопланов КМП США, был уничтожен пожаром, в результате возгорания травы на месте приземления. |
| 26.08.2013 | 168241                        | Авиабаза «Крич», Невада        | 0/4    | MV-22B, приписанный к 163-й эскадрилье средних конвертопланов КМП США, уничтожен пожаром, возникшим в результате жёсткой посадки вблизи авиабазы «Крич» в штате Невада. Экипаж из 4 человек успел покинуть воздушное судно до того, как оно загорелось, и не пострадал.                                                                  |
| 21.12.2013 | н.д.                          | Бор, Южный Судан               | 0/н.д. | Попал под обстрел. Ранены 4 военных. |
| 01.10.2014 | 168234/YP-03                  | Персидский залив               | 1/3    | MV-22B произвёл нештатный взлёт с десантного корабля «Makin Island» в Бахрейне. Конвертоплан был запущен в режим обслуживания, при котором мощности двигателей недостаточно для устойчивого полёта, но был успешно посажен. 1 член экипажа утонул, выпрыгнув с борта конвертоплана.                                                      |
| 17.05.2015 | 168020/YR-01                  | Оаху, Гавайи                   | 2/22   | MV-22B, приписанный к 161-й эскадрилье средних конвертопланов КМП США, потерпел крушение при посадке на острове Оаху в штате Гавайи. Конвертоплан получил повреждения фюзеляжа и загорелся. |
| 13.12.2016 | 168027/ЕР-06                  | Наго, Япония                   | 0/5    | MV-22B, приписанный к 265-й эскадрилье средних конвертопланов КМП США, потерпел крушение в 6 км к востоку от города Наго в префектуре Окинава Японии. Все пять членов экипажа были спасены, двое из них получили травмы. |
| 28.01.2017 | н.д.                          | Эль-Байда, Йемен               | 1/н.д. | MV-22 КМП США совершил жёсткую посадку и впоследствии был уничтожен при эвакуации группы спецназа ВМС США в мухафазе Эль-Байда Йемена. Один человек погиб, четверо были ранены. |
| 05.08.2017 | 168634/EP-13                  | у берегов Австралии            | 3/26   | MV-22B, приписанный к 265-й эскадрилье средних конвертопланов КМП США, потерпел крушение при посадке на десантный транспорт-док «Грин-Бей» недалеко от побережья Австралии. На борту конвертоплана было 26 человек, 23 из них были спасены.                                                                                              |
| 28.09.2017 | 168281/YP-01                  | Сирия                          | 0/н.д. | MV-22B, приписанный к 364-й эскадрилье средних конвертопланов КМП США, разбился в Сирии. 2 американца получили ранения. |
| 18.03.2022 | н.д.                          | Бейарн, Норвегия               | 4/4    | MV-22B КМП США, принимавший участие в учениях «Cold Response», потерпел крушение в коммуне Бейарн. |
| 08.06.2022 | н.д.                          | Глэмис,Калифорния              | 5/5    | MV-22B, принадлежащий 3-му авиакрылу Корпуса морской пехоты, разбился во время тренировочного полёта. |
| 27.08.2023 | н.д.                          | Северная территория, Австралия | 3/23   | MV-22B, разбился возле острова Мелвилл во время учений Predators Run, в которых участвовали представители Австралии, США, Индонезии, Филиппин и Восточного Тимора. Трое морских пехотинцев США погибли сразу, пятеро доставлены самолётом скорой помощи в Королевский госпиталь Дарвина в тяжелом состоянии, один из них — в критическом |
| 29.11.2023 | н.д.                          | Кагосима, Япония               | ?/8    | CV-22B, приписанный к 21-й эскадрилье специальных операций ВВС США, после взрыва левого двигателя упал в Восточно-Китайское море, в 1 км к востоку от острова Якусима. Тело одного погибшего найдено, местонахождение остальных неизвестно.                                                                                              |

## Оценки
9 ноября 2017 года генеральный секретарь японского кабинета министров Ёсихидэ Суга потребовал от США обеспечение надлежащего уровня безопасности используемых американской морской пехотой конвертопланов «Оспри» на фоне данных о том, что они отличаются высокой аварийностью.

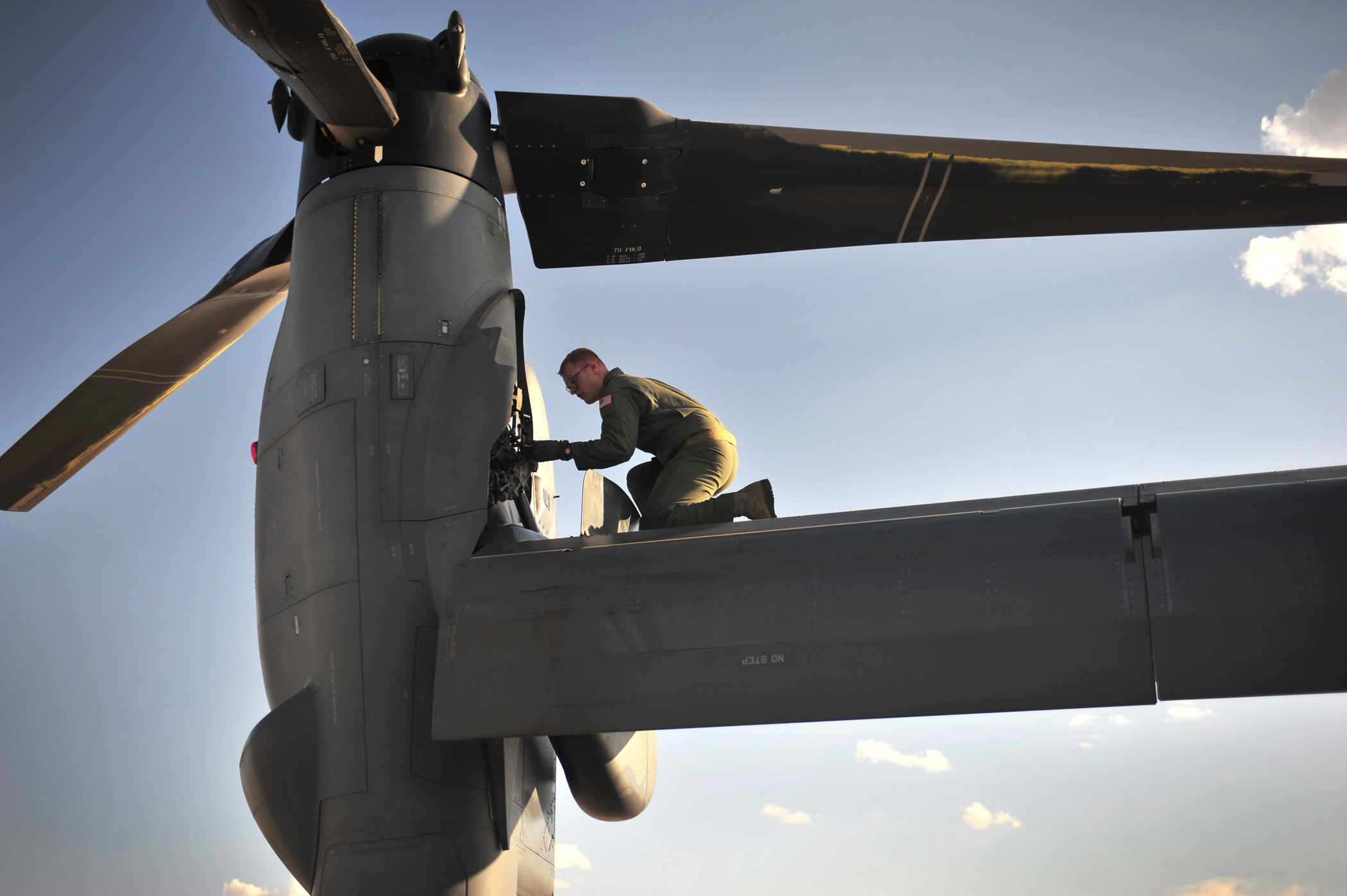
CV-22 Osprey — осмотр ротора.

- Сенатор Джон Маккейн[50]: V-22 отлично смотрится… когда не простаивает в ремонте.

## Тактико-технические характеристики
Технические характеристики (MV-22B)

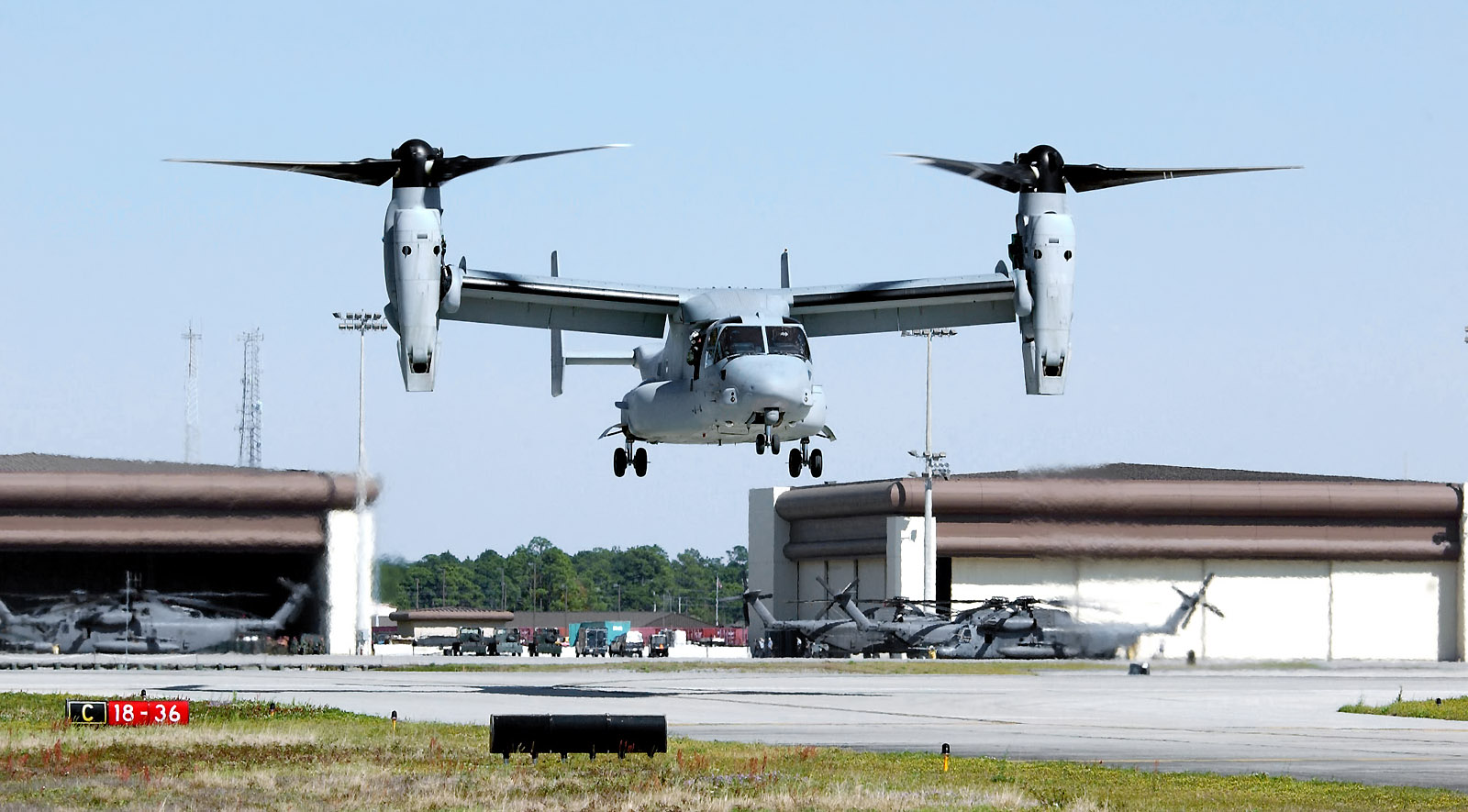
MV-22 Osprey

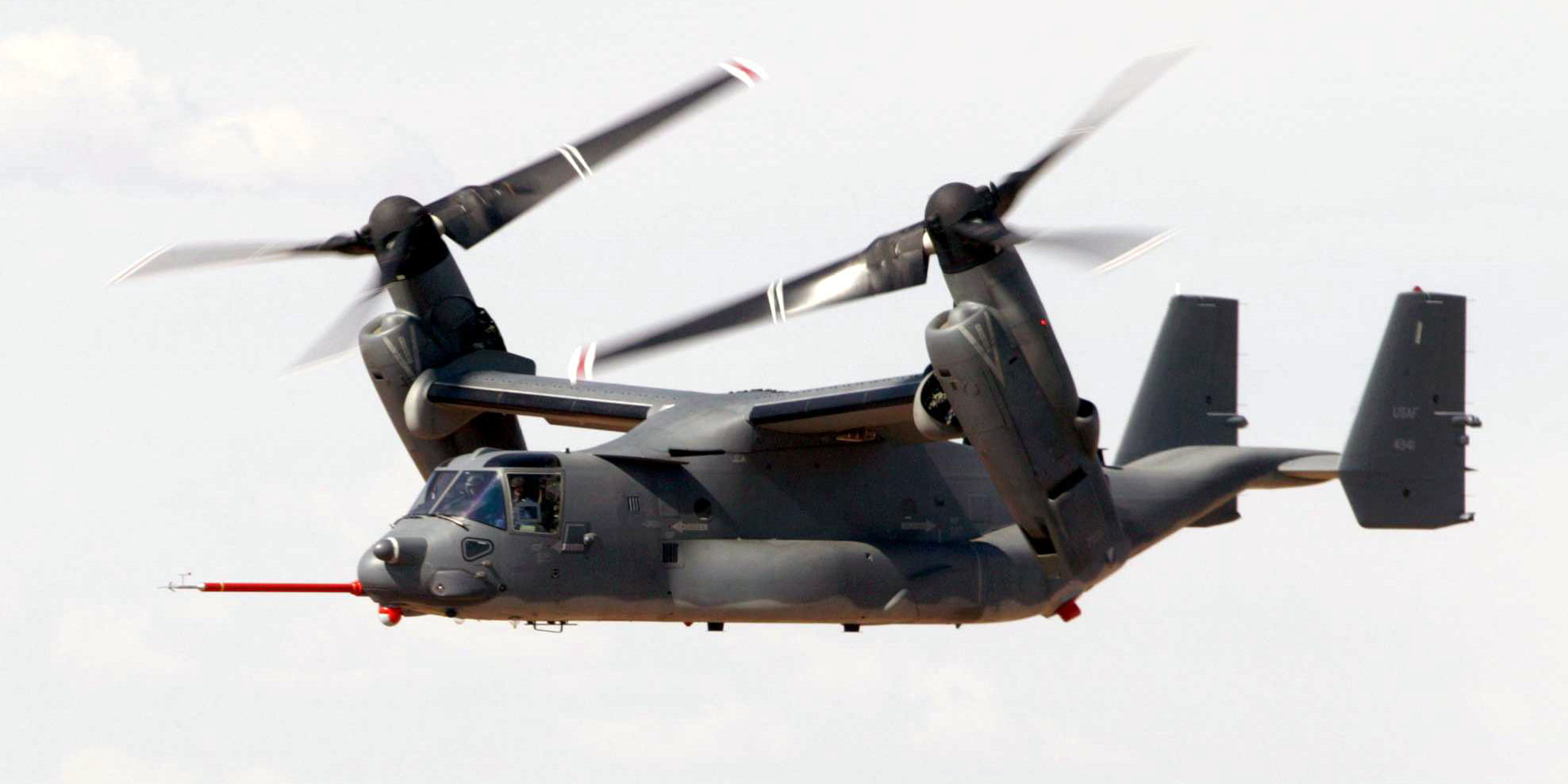
MV-22 Osprey

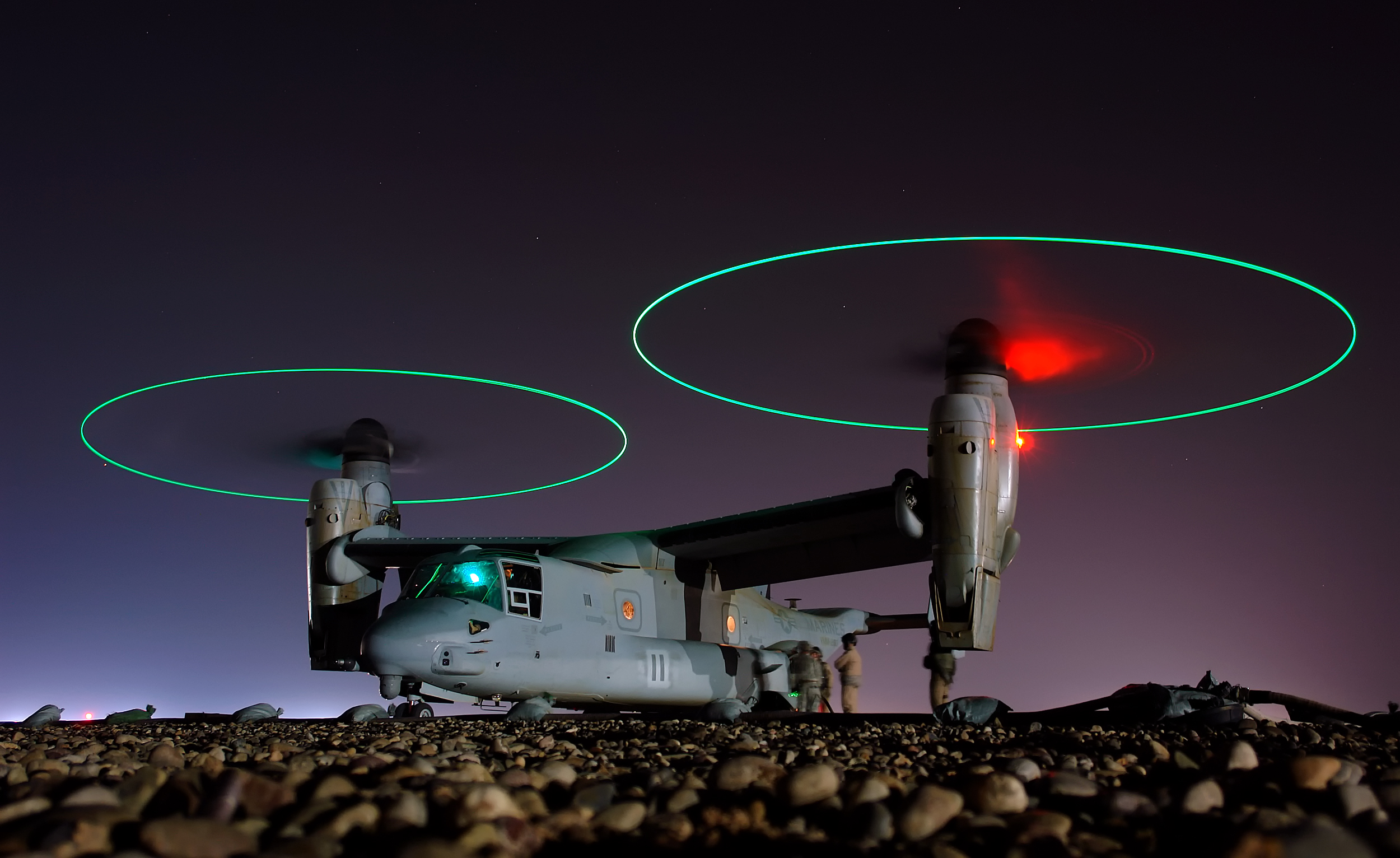
MV-22 Osprey — ночная дозаправка

- Экипаж — 3 (MV-22) или 4 (CV-22) человека;
- пассажировместимость — 24 десантника (в сидячем положении) или 32 (на полу).
- Габариты:
  - длина фюзеляжа — 17,48 м;
  - размах крыла по концам лопастей винтов — 25,78 м;
  - длина при сложенных лопастях — 19,23 м;
  - ширина при сложенных лопастях — 5,64 м;
  - высота по килям — 5,38 м;
    - при двигателях, установленных вертикально вверх — 6,74 м;
    - при сложенных лопастях — 5,51 м;

  - площадь крыла — 28 м².
- Масса:
  - масса пустого конвертоплана — 15 000 кг[51];
  - снаряжённого — 21 500 кг;
  - максимальная взлётная масса — 27 443 кг;
    - при вертикальном взлёте — 23 859 кг;
    - при взлёте с коротким разбегом — 25 855 кг;

  - масса полезной нагрузки — 5445 кг (при вертикальном взлёте);
  - масса груза на внешней подвеске:
    - при использовании одного крюка — 4536 кг;
    - при использовании двух крюков — 6147 кг.
- Объём топливных баков:
  - MV-22 — 6513 л;
  - CV-22 — 7710 л;
  - до трёх подвесных топливных баков по 1628 л.
- Грузовая кабина:[52]
  - длина — 6,34 м;
  - ширина — 1,74 м;
  - высота — 1,67 м.
- Двигатели — 2 × Rolls-Royce T406 (AE 1107C-Liberty)[англ.][53]:
  - мощность — 2 × 4586 кВт (6150 л. с.);
  - количество лопастей ротора — 3 шт.;
  - диаметр ротора — 11,6 м;
  - площадь ометаемой поверхности — 212 м².

Лётные характеристики (MV-22)
- Максимальная скорость:
  - в самолётном режиме — 565 км/ч;
  - в вертолётном режиме — 185 км/ч.
- Крейсерская скорость — 510 км/ч.
- Дальность действия:
  - радиус действия — 720 км;

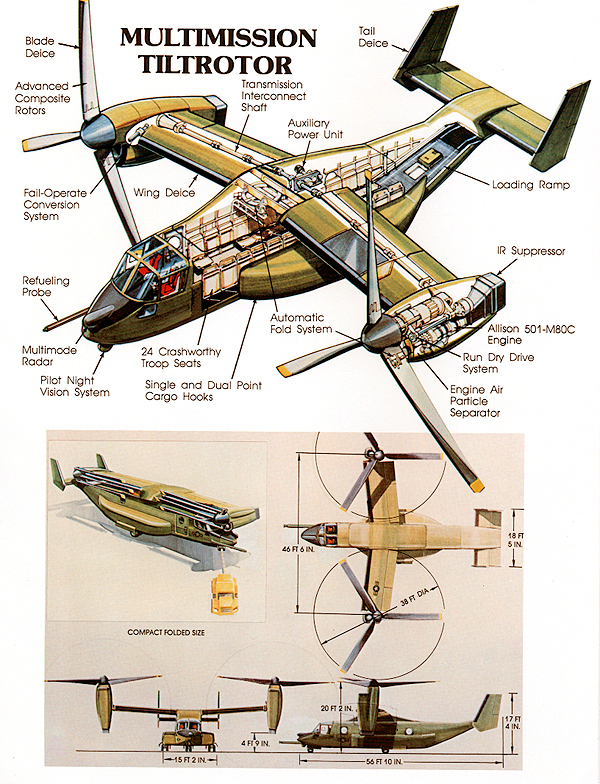

  - практическая дальность — 2627 км (без дозаправки);
    - при вертикальном взлёте — 2225 км;
    - при взлёте с коротким разбегом — 3340 км;

  - перегоночная дальность — 4130 км.
- Практический потолок — 7620 м;
  - с одним двигателем — 3139 м.
- Скороподъёмность:
  - номинальная — 5,5 м/с;
  - максимальная — 16,25 м/с.
- Нагрузка на роторы — 102,23 кг/м².
- Энерговооружённость — 427 Вт/кг.
- Максимальная эксплуатационная перегрузка — +4/−1 g.